# Antoine Joseph Barruel-Beauvert
Pour les articles homonymes, voir Barruel et Beauvert.
Antoine Joseph Barruel-Beauvert est un journaliste français né le 17 janvier 1756 au château de Beauvert près Bagnols et mort le 2 janvier 1817 à Turin.

## Biographie
Il était fils de Charles Joseph, comte de Barruel et de Jeanne de Rivarol et parent de Rivarol.Capitaine de dragons en 1786, il épousa une veuve, Anne Blanche Victoire Cochon de Maurepas, marquise de Coutances.
Il servit jusqu'à la Révolution française dans les troupes royales, s'offrit pour otage de Louis XVI après le voyage de Varennes-en-Argonne, a déclaré en 1795 avoir rédigé avec Peltier les Actes des Apôtres, feuille monarchique. Assertion que Jean-Gabriel Peltier a contredite dans une lettre au rédacteur du Constitutionnel à Londres, le 5 aout 1816.
Il fut condamné à la déportation le 29 fructidor an V (7 septembre 1797), échappa à la peine en se cachant. Incarcéré pour une brochure contre le 18 brumaire, il dut sa délivrance à Josephine mais l'Empire dédaigna de l'employer.

## Écrits d'Antoine Joseph Barruel-Beauvert
- Pensées et observations modestes de M. le comte de B***, Paris, J.-B. Cussac, 1785, 160 p. (lire en ligne).
- Au peuple français, S. l., s. n., 1789, 14 p.
- Vie de J.-J. Rousseau, précédée de quelques lettres relatives au même sujet, Londres et Paris, chez tous les marchands de nouveautés, 1789, 431 p. (lire en ligne).
- Cri de l’honneur et de la vérité aux propriétaires, Paris, Mongie, 18 février 1792, 8 p. (lire en ligne).
- Première collection du Journal royaliste, depuis le 16 mars 1792 jusques au 14 juin inclusivement [et du 16 juin 1792 au 9 août 1792], Paris, Denné, 1792, 2 vol. — Il existe un prospectus.
- Adresse d’un proscrit par la Convention à l’Assemblée législative..., le 15 novembre 1795 (style de l’Europe), Paris, Imprimerie des patriotes opprimés, 1795, 16 p. (lire en ligne).
- Aux quarante-huit sections de Paris, S. l., s. n., 1795, 2 p. (lire en ligne).
- Discours de M. de Barruel-Beauvert, à l’Assemblée primaire de Mantes-sur-Seine, le dimanche 13 septembre 1795, Mantes, Imprimerie de Loquet, 1795, 7 p.
- Première lettre [suivie des Lettres II à V] à un rentier habitant une solitude au bord de la mer, et ne vivant que de sa pêche, Paris, Maret, Desenne, Petit, Leclerc, Mlle Durand..., 1796, 151 p. (lire en ligne). — Cinq numéros parus. Publication proscrite par le Conseil des Cinq-Cents ; l’auteur la remplaça par le périodique suivant :
- Actes des apôtres [puis, à partir du numéro 2, Actes des apôtres et des martyrs], Paris, Imprimerie des Actes des apôtres, 1796-1797. — Les deux années totalisent 47 numéros (du dimanche 2 octobre 1796 au dimanche 27 août 1797). L’hebdomadaire fut interdit au 18 fructidor. Ne pas confondre avec le périodique homonyme de Jean-Gabriel Peltier, publié de 1789 à 1792.
  - Volume 1 (lire en ligne).
  - Volume 2 (lire en ligne).
- Lodoïska, ou la Folie par révolution : lettre à Pulchérie, À Pentarchipolis, Imprimerie des Honnêtes-Gens, 1796, 8 p. (lire en ligne).
- Proscrivez-moi, seigneurs, je vous le rends, mes frères : vaudeville, S. l., s. n., 1796, 4 p. — Extrait des Actes des apôtres et des martyrs, n° 6 (6 novembre 1796).
- Caricatures politiques, [s. l.], [s. n.], an vi [1797], 18 p. (lire en ligne). — Les planches de certains exemplaires sont coloriées.
- Aux cinq sires, S. l., s. n., 1799, 28 p. (lire en ligne). — Contient aussi : Parallèle entre la France pendant la royauté, et le même empire en République-oligarchique-ochlocratique. Version remaniée de la Lettre IV à un rentier.
- Copie d’une lettre à M. le baron de St-Julien, chambellan du roi de Prusse à Berlin, S. l., s. n., 1799, 16 p. — Texte signé : El’etmoce dleur rabetsil ayor.
- La Lanterne magique républicaine, Paris, Imprimerie du Luxembourg, juillet 1799, 106 p. (lire en ligne). — Paru sous l’anonymat. Plusieurs éditions.
- La Fille naturelle, ou l’Abus de l’indépendance : drame historique en 3 actes et en vers..., Paris, Chambon, 1803, 84 p. — Paru sous l’anonymat.
- Lettre d’Antoine-Joseph de Barruel-Beauvert au Premier Consul, Paris, s. n., 1803, 7 p. (lire en ligne). — L’auteur sollicite des secours.
- Premier cri contre Albion, Paris, chez le portier (198, rue de Rochechouart), 17 septembre 1803, 14 p. (lire en ligne).
- Dialogue entre un monarchiste, un bourboniste et un jacobin..., S. l., s. n., 5 septembre 1804, 16 p. (lire en ligne).
- Le Major du régiment de Forez, ou le Chevalier de Barruel-Beauvert : drame historique en 1 acte, en prose, Genève, s. n., 1804, 46 p.
- Les Bracelets, ou le Mari, la femme et l’amant dupes les uns des autres : comédie en 1 acte, en prose..., Genève, s. n., 1805, 37 p.
- Actes des philosophes et des républicains..., Paris, chez le portier (8, cour du Prince), 1807, 360 p. (lire en ligne).
- Adresse du comte de Barruel-Beauvert... aux immédiats représentants et organes du peuple..., Paris, Imprimerie de P. Gueffier, 1815, 15 p. (lire en ligne).
- Lettres sur quelques particularités secrètes de l’histoire pendant l’interrègne des Bourbons, à M. le Cte Armand de ***, Paris, A. Égron, 1815, 3 vol.
  - Tome 1er (lire en ligne).
  - Tome 2 (lire en ligne).
  - Tome 3 (lire en ligne).
- Pétition aux membres de la Chambre des députés., S. l., s. n., 1816, 1 p. (lire en ligne). — Concerne l’ordre de succession au trône de France.

## Sources
Cet article comprend des extraits du Dictionnaire Bouillet. Il est possible de supprimer cette indication, si le texte reflète le savoir actuel sur ce thème, si les sources sont citées, s'il satisfait aux exigences linguistiques actuelles et s'il ne contient pas de propos qui vont à l'encontre des règles de neutralité de Wikipédia.